# Остаться в живых 2: Воскрешение
«Остаться в живых 2: Воскрешение» (или «Холодная добыча 2») (норв. Fritt Vilt II) — норвежский слэшер 2008 года режиссёра Матса Штенберга, сиквел успешной первой части «Остаться в живых». Премьера в Норвегии состоялась 10 октября 2008 года. Многие критики говорили, что этот фильм является хорошим продолжением первой части. В первую же неделю фильм стал рекордсменом норвежского кино, как по числу зрителей, так и по кассовым сборам.

## Сюжет
Янике — единственная из всех выживших в резне (в первом фильме) в горах Ютунхеймен. Её находят и отправляют в больницу, где её приводят в чувство. Эту больницу в скором времени должны закрыть, поэтому в ней мало медперсонала и всего три пациента, включая Янике. После того как она рассказывает, что с ней случилось, полиция начинает поиски тел её друзей и убийцы. Они находят в ущелье пять трупов и доставляют их в ту же больницу. Тело убийцы начинает подавать признаки жизни, и врачам удаётся его реанимировать. После того как он приходит в себя, он встаёт с кровати и начинает убивать всех, кто находится в этой больнице.
Янике, которая ещё не оправилась от первого кошмара, приходится пережить новый.

## В ролях
- Ингрид Бульсё Бердал — Янике
- Марта Снорресдоттер Ровик — Камила
- Ким Уифладт — Оле
- Фритьов Сохейм — Герман
- Йоханна Мерк — Аудхилд
- Матс Элдоен — Свере
- Роберт Фоллин — человек с гор (убийца)

## Съёмки
Первый из двух фильмов «Остаться в живых» был хорошо принят зрителями: его посмотрели более 260 тысяч человек, что является хорошим показателем для Норвегии. Один из критиков даже назвал его «лучшим фильмом ужасов» 2006 года. По этой причине ожидания продолжения фильма были очень высокими. Ингрид Бульсё Бердал дала своё согласие на съёмку в сиквеле и подчеркнула, что согласилась сниматься потому, что это хороший фильм, а не просто чтобы заработать на продолжении.
Съёмки фильма начались в конце февраля 2008 года. Они проходили на открытом воздухе в условиях дикой природы нагорья Ютунхеймен и в деревне Отто, а сцены в больнице были сняты в одной из больниц коммуны Ос.

## Восприятие
Отзывы норвежских критиков о фильме были по большей части положительными. В первую неделю показа фильм посмотрели 101 564 человека, что стало новым рекордом для норвежского фильма. Предыдущий рекорд (70 952 человек) был установлен фильмом «Эллинг 2: Маменькин сынок» в 2003 году. Кассовый успех в значительной степени был получен в результате удачной маркетинговой кампании, которая была проведена за несколько недель до выхода фильма.